# 小行星3460
小行星3460（3460 Ashkova）是一颗绕太阳运转的小行星，为主小行星带小行星。该小行星于1973年8月31日发现。

## 轨道参数
小行星3460的轨道半长轴为3.1875159 UA，离心率为0.214。